# Mutations (álbum de Fight)
Mutations es el primer álbum recopilatorio de la banda estadounidense de heavy metal Fight, publicado en 1994 a través de Epic Records. Cuenta con cuatro canciones en vivo grabadas el 14 de noviembre de 1993 en Nueva York y el resto son mezclas de algunos temas del disco debut War of Words lanzado el año anterior. Por su parte, en 2008 fue remasterizado por el sello Metal God Entertainment en donde se incluyó dos pistas adicionales y una portada alternativa.

## Lista de canciones
Todas las canciones escritas por Rob Halford, a menos que se indique lo contrario.

| N.º | Título                               | Escritor(es)                        | Duración |  |
| 1.  | «Into the Pit» (en vivo)             |                                     | 4:10     |  |
| 2.  | «Nailed to the Gun» (en vivo)        |                                     | 3:43     |  |
| 3.  | «Freewheel Burning» (en vivo)        | Halford, Glenn Tipton, K.K. Downing | 4:45     |  |
| 4.  | «Little Crazy» (en vivo)             |                                     | 4:56     |  |
| 5.  | «War of Words» (Bloody Tongue Mix)   |                                     | 6:48     |  |
| 6.  | «Kill It» (Dutch Death Mix)          |                                     | 3:51     |  |
| 7.  | «Vicious» (Middle Finger Mix)        |                                     | 6:06     |  |
| 8.  | «Immortal Sin» (Tolerance Mix)       |                                     | 5:49     |  |
| 9.  | «Little Crazy» (Straight Jacket Mix) |                                     | 5:55     |  |

| Pistas adicionales reedición 2008 |                                            |          |  |
| N.º                               | Título                                     | Duración |  |
| 10.                               | «War of Words» (Culture of Corruption Mix) | 3:47     |  |
| 11.                               | «Kill It» (Lost Faith Mix)                 | 3:53     |  |

## Músicos
- Rob Halford: voz
- Russ Parrish: guitarra eléctrica
- Brian Tilse: guitarra eléctrica
- Jay Jay: bajo
- Scott Travis: batería